# 瀧浪神社
瀧浪神社（たきなみじんじゃ）は、石川県小松市大野町にある神社。

## 祭神
- 多幾里比咩命
- 天照皇大神 - 元は当社に合祀した笠縫神社の祭神。

## 由緒
延喜式には多伎奈弥神社と記載され、滝宮とも称される。醍醐天皇延喜11年(911年)従四位下を授けられる。
寛永16年（1639年）、前田利常公が小松城に隠居する際に、厚く当社を崇敬し祀堂を建立した。
明治39年(1906年)12月29日神饌幣帛料供進神社に指定になる。明治41年(1908年)3月13日笠縫神社（橋爪谷六番地）を合祀する。当社が山上にあったことより、参拝に不便であるとの理由から昭和17年(1942年)11月28日本殿幣殿拝殿を現社地に改築する。